# Ana Kapor
Ana Kapor (Belgrado, 1º settembre 1964) è una pittrice italiana, di origine serba.

## Biografia
Si diploma all'Accademia di belle arti di Roma nel 1987. Esponente della corrente di pittura figurativa fin dai tardi anni '80. La sua pittura, con una forte impronta metafisica, è legata al mondo dell'architettura ideale, inserita nel paesaggio mediterraneo. Partecipe di numerose mostre personali e collettive in Italia e all'estero. Il 2008 la vede protagonista, insieme a Vladimir Pajevic, di una mostra antologica al Panorama Museum (Bad Frankenhausen, Germania). Nel 2012 con l'opera Castel del Monte è presente al Padiglione Italia della 54ª Biennale di Venezia. Nel 2014 vince ex aequo la 65ª edizione del Premio Michetti.

## Mostre personali
- 2014 - Koller Gallery, Budapest, Ungheria
- 2013 - Galleria Nathalia Laue, Francoforte sul Meno, Germania
- 2013 - Galleria ULUS, Belgrado, Serbia
- 2013 - Galleria dell'Incisione, Brescia
- 2013 - Gallery 9900, Lienz, Austria
- 2012 - Ass. Culturale La Conchiglia, Capri
- 2011 - Museo della civiltà romana, Roma
- 2011 - Galleria Nathalia Laue, Francoforte sul Meno, Germania
- 2010 - Galleria Le Muse, Andria
- 2010 - Galleria Forni, Bologna
- 2009 - Ass. Culturale La Conchiglia, Capri
- 2009 - Ass. Culturale La Conchiglia, Roma
- 2009 - Galleria ULUS, Belgrado, Serbia
- 2008 - Panorama Museum, Bad Frankenhausen, Germania
- 2008 - Galleria Falteri, Firenze
- 2008 - Galleria Nathalia Laue, Francoforte sul Meno, Germania
- 2007 - Galleria dell'Incisione, Brescia
- 2006 - Galleria Falteri, Firenze
- 2005 - Galleria Officina dell'Arte, Roma
- 2004 - Galleria Forni, Bologna
- 2003 - Galleria L'Isola, Trento
- 2002 - Galleria Antonia Jannone, Milano
- 2001 - Galleria L'Incontro d'Arte, Roma
- 2001 - Galleria dell'Incisione, Brescia
- 2000 - Galleria Davico, Torino
- 1998 - Galleria Antonia Jannone, Milano
- 1997 - Galleria Kod Pozorišta, Belgrado, Serbia
- 1995 - Galleria Antonia Jannone, Milano
- 1994 - Ass. Culturale La Conchiglia, Capri
- 1994 - Ass. Culturale Il Polittico, Roma
- 1993 - Ass. Culturale La Conchiglia, Capri
- 1991 - Galleria Cvijeta Zuzorić, Belgrado, Serbia
- 1989 - Museo nazionale di Novi Sad, Serbia
- 1987 - Galleria KNU, Belgrado, Serbia